# Nowy Jasieniec Iłżecki
Nowy Jasieniec Iłżecki – wieś w Polsce położona w województwie mazowieckim, w powiecie radomskim, w gminie Iłża.
Wieś wchodzi w skład sołectwa Jasieniec-Maziarze.
W latach 1975–1998 miejscowość administracyjnie należała do województwa radomskiego.
Wierni Kościoła rzymskokatolickiego należą do parafii Wniebowzięcia Najświętszej Maryi Panny w Iłży.